# Czesław Kiszczak
Czesław Jan Kiszczak (Roczyny, 19 de octubre de 1925-Varsovia, 5 de noviembre de 2015) fue un político y militar polaco.

## Biografía
Nacido en la ciudad silesiana de Roczyny el 19 de octubre de 1925, era hijo de un agricultor que fue despedido como obrero metalúrgico por su afiliación comunista. Durante la Segunda Guerra Mundial, siendo un adolescente, fue reclutado por los ocupantes alemanes como trabajador de las minas de carbón y fue arrestado, por lo que fue enviado a Viena y se unió a las milicias comunistas que luchaban contra la ocupación del Tercer Reich. Tras la guerra entró en el ejército polaco, donde luchó contra las guerrillas que se oponían a que los comunistas tomaran el poder de Polonia, y se formó en la academia militar estatal.
El 31 de julio de 1981, siendo presidente Wojciech Jaruzelski, fue nombrado ministro del Interior y ocupó el cargo hasta el 6 de julio de 1990. Durante su mandato se impuso la ley marcial en Polonia para reprimir al sindicato opositor Solidaridad y a consecuencia de ello murieron un centenar de personas, entre ellos un grupo de nueve mineros que permanecían en huelga en la mina de carbón de Wujek, acribillados por la policía en diciembre de 1981. En 1989, tras las elecciones legislativas de ese año, fue nombrado primer ministro de Polonia pero solo pudo ocupar el cargo entre el 2 y el 19 de agosto porque Solidaridad se negó a apoyar a su gobierno. Tras su renuncia se unió al gobierno liderado por Solidaridad y fue vice primer ministro y ministro del Interior hasta que el 6 de julio de 1990 abandonó la vida política. En 2012 fue juzgado y condenado por su papel en la represión, si bien evitó entrar en prisión. Falleció el 5 de noviembre de 2015, en Varsovia, a los 90 años.